# 규현
규현(본명: 조규현, 1988년 2월 3일~)은 대한민국의 가수, 뮤지컬 배우로, 음악 그룹 슈퍼주니어의 메인보컬이다.

## 학력
- 2000년 서울중평초등학교 (졸업)
- 2003년 신창중학교 (졸업)
- 2006년 염광고등학교 (졸업)
- 2012년 경희대학교 포스트모던음악학과 (학사)
- 2016년 경희대학교 포스트모던음악학과 (석사)

## 앨범
- 슈퍼주니어-M
- 슈퍼주니어-K.R.Y.
- SM The Ballad '제규종지'
- 그룹 활동을 제외한 솔로, 듀엣 및 피처링으로 참여한 곡들

| 발매연도 | 앨범명                                         | 곡명 |
| -------- | ---------------------------------------------- | --- |
| 2006     | tvN 하이에나 O.S.T                             | SMILE |
| 2007     | 천상지희 The Grace '한 번 더, OK?'             | '하루만' 피처링 |
| 2008     | Super Show (The 1st Asia Tour Concert Album)   | 처음 느낌 그대로 |
| 2008     | 동방신기 4집 'MIROTIC' Special Edition         | '소원'에 려욱과 함께 참여 |
| 2009     | 유영석 20주년 기념 앨범                        | 7년간의 사랑 |
| 2009     | Super Show 2 (The 2nd Asia Tour Concert Album) | 7년간의 사랑, Puff the magic dragon |
| 2009     | 해피 버블 (CF 해피바스 페이셜 클렌저)          | Happy Bubble (with 동해, feat. 한지민) |
| 2010     | MBC 파스타 O.S.T                               | 듣죠... 그대를 |
| 2010     | 슈퍼주니어 4집 미인아                          | 나란 사람 (with 예성) |
| 2010     | KBS 제빵왕 김탁구 O.S.T                        | 희망은 잠들지 않는 꿈 |
| 2010     | Super Show 3 (The 3rd Asia Tour Concert Album) | 내가 너의 곁에 잠시 살았다는 걸 |
| 2010     | SM The Ballad '제규종지'                       | 다시... 사랑합니다 |
| 2010     | KBS 프레지던트 O.S.T                           | 입술을 깨물고 (with 려욱, 성민) |
| 2011     | KBS 포세이돈 O.S.T                             | 헤어지는 방법 |
| 2011     | 月刊 尹鐘信 November                           | 늦가을 |
| 2012     | MBC 무신 O.S.T                                 | 인우(刃雨) |
| 2012     | SBS 아름다운 그대에게 O.S.T                    | 아름다운 그대에게 (with 티파니) |
| 2012     | SBS 대풍수 O.S.T                               | 한번만 |
| 2013     | 애니메이션 크루즈 패밀리 O.S.T                 | Shine Your Way (with 루나) |
| 2013     | 황성제 Project 슈퍼히어로 2nd Line Up          | 사랑 먼지 |
| 2013     | 헨리 미니앨범 1집 'Trap'                       | Trap (태민과 함께 피처링) |
| 2013     | Super Junior World Tour 'Super Show 4'         | Isn't She Lovely |
| 2014     | 미니앨범 1집 광화문에서 (At Gwanghwamun)       | 광화문에서, Eternal Sunshine, 뒷모습이 참 예뻤구나, 이별을 말할 때, 사랑이 숨긴 말들, 깊은 밤을 날아서, 나의 생각, 너의 기억, 광화문에서 (在光化門) (Chinese Ver.)                                                                         |
| 2015     | tvN 호구의 사랑 O.S.T                          | 너의 별에 닿을 때까지 |
| 2015     | 이문세 15집 'New Direction'                    | 그녀가 온다 (듀엣으로 참여) |
| 2015     | SBS 너를 사랑한 시간 O.S.T                     | 우리가 사랑한 시간 |
| 2015     | 미니앨범 2집 다시, 가을이 오면                 | 밀리언 조각, 좋은 사람, 긴 팔, 피아노 숲, 그냥 보고 싶어 그래, 바람, 안녕의 방식 |
| 2015     | 디지털 싱글 '멀어지던 날'                      | 멀어지던 날 (The day we felt the distance) |
| 2015     | Super Show 5 - Super Junior The 5th World Tour | How Am I Supposed To Live Without You (with 려욱, 조미, 성민) |
| 2015     | Super Show 6 - Super Junior the 6th World Tour | 나의 생각, 너의 기억 |
| 2015     | 뮤지컬 베르테르 O.S.T                          | 어쩌나 이 마음, 우리는, 사랑을 전해요, 두려워 말어, 하룻밤이 천년, 반가운 나의 사랑, 발길을 뗄 수 없으면, 뭐였을까, 알 수가 없어, 번갯불에 쏘인 것처럼, 꽃을 사세요, 오 카인즈, 구원과 단죄, 다만 지나치지 않게, 발길을 뗄 수 없으면 (rep) |
| 2016     | MBC 한 번 더 해피엔딩 O.S.T                    | 내 맘은 어디에 두죠 |
| 2016     | 투유 프로젝트 슈가맨 part 21                   | 한 사람을 사랑했네 |
| 2016     | 밴드 고맙삼다 (삼다수 CF)                      | 삼다도 소식 |
| 2016     | 뮤지컬 모차르트! O.S.T                         | 내 운명 피하고 싶어, 왜 나를 사랑하지 않나요 (내 모습 그대로) |
| 2016     | 박재정 싱글 '두 남자'                          | 두 남자 (듀엣으로 참여) |
| 2016     | 일본 싱글 Celebration～君に架ける橋～          | Celebration～君に架ける橋～, Lost My Way, Beautiful |
| 2016     | 미니앨범 3집 너를 기다린다                     | 블라블라, 조용히 안녕, 여전히 아늑해, fall in you, 시절인연, 마음세탁소, 그리고 우리 |
| 2017     | 싱글 '다시 만나는 날'                          | 다시 만나는 날 |
| 2017     | KBS 최고의 한방 O.S.T                          | (If You) |
| 2019     | 디지털 싱글 그게 좋은거야 (Time with you)      | 그게 좋은거야 (Time with you) |
| 2019     | 싱글 너를 만나러 간다 (The day we meet again)  | 애월리, 너를 만나러 간다 (The day we meet again) |
| 2019     | 강식당 테마곡 쓰담쓰담                         | 쓰담쓰담 |
| 2020     | 날씨가 좋으면 찾아가겠어요 OST Part 3          | 하루종일 |
| 2020     | 슬기로운 의사생활 OST Part 4                   | 화려하지 않은 고백 |
| 2020     | 디지털 싱글 Dreaming                           | |
| 2020     | 내 마음이 움찔했던 순간 (취향저격 그녀X규현)   | 내 마음이 움찔했던 순간 (취향저격 그녀X규현) |
| 2020     | 디지털 싱글 내 마음을 누르는 일(Daystar)       | 내 마음을 누르는 일 |
| 2020     | 故 김현식 30주기 헌정앨범 "추억 만들기"        | 비처럼 음악처럼 |
| 2021     | 디지털 싱글 마지막 날에(Moving on)             | |
| 2021     | SBS 아카이브K                                  | 내 마음에 비친 내 모습 |
| 2021     | 디지털 싱글 커피(Coffee)                       | 커피 |
| 2021     | 뮤지컬 베르테르 2020                           | 발길을 뗄 수 없으면, 하룻밤이 천년 |
| 2021     | 디지털 싱글 투게더(Together)                   | |
| 2021     | 바이브 20주년 REVIBE, Vol.3                    | 별이 빛나는 밤에 |
| 2022     | 미니앨범                                       | Love Story (Project 季) |
| 2024     | EP 앨범                                        | Restart |
| 2024     | 정규                                           | COLORS |

## 출연 작품

### TV/방송
| 방영일자                           | 프로그램                                                                         | 비고                                                                           |
| ---------------------------------- | -------------------------------------------------------------------------------- | ------------------------------------------------------------------------------ |
| 2006년                             | Mnet 《대결! 슈퍼주니어의 자작극》                                               |                                                                                |
| 2007년                             | SBS 《일요일이 좋다 - 인체탐험대》                                               |                                                                                |
| 2009년 7월 17일                    | KBS2 《유희열의 스케치북》 (12회)                                                | with 유영석, '7년간의 사랑'                                                    |
| 2010년                             | MBC every1 《슈퍼주니어의 선견지명》 MC                                          |                                                                                |
| 2011년 8월 6일                     | KBS2 《불후의 명곡 전설을 노래하다》                                             | 거짓말 with 손호영                                                             |
| 2011년 8월 13일                    | KBS2 《불후의 명곡 전설을 노래하다》                                             | 너무합니다                                                                     |
| 2011년 8월 20일                    | KBS2 《불후의 명곡 전설을 노래하다》                                             | 그대와 함께 with 김민종                                                        |
| 2011년 8월 27일                    | KBS2 《불후의 명곡 전설을 노래하다》                                             | 가장 무도회 (우승)                                                             |
| 2011년 9월 3일                     | KBS2 《불후의 명곡 전설을 노래하다》                                             | '기억의 습작' (우승)                                                           |
| 2011년 9월 10일                    | KBS2 《불후의 명곡 전설을 노래하다》                                             | 님과 함께                                                                      |
| 2011년 10월 19일 ~ 2017년 5월 31일 | MBC 《황금어장 라디오스타》 MC                                                   |                                                                                |
| 2013년 5월 19일 ~ 10월 27일        | KBS2 《해피선데이 - 스타 패밀리쇼 맘마미아》 MC                                  |                                                                                |
| 2013년 7월 4일                     | KBS2 《해피투게더 3》 (306회)                                                    | with 헨리                                                                      |
| 2013년 10월 9일                    | MBC every1 《주간 아이돌》 (116회)                                               | with 헨리                                                                      |
| 2014년 2월 14일                    | Mnet 《슈퍼 아이돌 차트쇼》                                                      | 3회 : 전화 인터뷰 (완소 남친돌 7위)                                            |
| 2014년 2월 28일                    | Mnet 《슈퍼 아이돌 차트쇼》                                                      | 5회 : 전화 인터뷰 (최강보컬 10위)                                              |
| 2014년 7월 25일                    | Mnet 《슈퍼 아이돌 차트쇼》                                                      | 22회 : 전화 인터뷰 (특급 재능을 가진 아이돌 3위)                               |
| 2014년                             | Mnet 《슈퍼스타K6》                                                              | 서울경기 지역예선 심사위원                                                     |
| 2014년 10월 27일 ~ 2015년 1월 19일 | SBS 《슈퍼주니어M의 게스트하우스》                                               | 투어마스터로 총 12회 출연                                                      |
| 2014년 11월 16일                   | MBC 《섹션TV연예통신》 (749회)                                                   | 차세대 발라드 황태자! 슈퍼주니어 규현 - 규현 솔로 가을 음악회                  |
| 2014년 11월 16일                   | SBS 《일요일이 좋다 - 런닝맨》 (221회)                                           | 최고의 행사왕 레이스 with 이특                                                 |
| 2014년 11월 17일                   | JTBC 《비정상회담》 (20회)                                                       | with 은혁                                                                      |
| 2014년 11월 27일                   | E채널 《용감한 작가들》 (5회)                                                    | with 조미                                                                      |
| 2014년 12월 25일                   | KBS2 《해피투게더 3》 (379회)                                                    |                                                                                |
| 2015년 3월 8일                     | MBC 《섹션TV연예통신》 (765회)                                                   | 영원한 가객, 故김광석 다시 부르기 콘서트 - <김광석 다시 부르기 콘서트> 현장    |
| 2015년 4월 10일 ~ 5월 1일          | KBS2 《두근두근 인도》                                                           | 고정 멤버로 총 4회 출연                                                        |
| 2015년                             | Mnet 《슈퍼스타K7》 3,4회 글로벌 10대 특별 예선 심사위원                         |                                                                                |
| 2015년 9월 20일                    | SBS 《런닝맨》 (397회)                                                           | 연예계 브레인                                                                  |
| 2015년 10월 18일                   | MBC 《미스터리 음악쇼 복면가왕》 명탐정 콜록                                     | 29회 : 황홀한 고백 (with 베니스의 잡상인)                                      |
| 2015년 10월 25일                   | MBC 《미스터리 음악쇼 복면가왕》 명탐정 콜록                                     | 30회: 이방인, '야생화' (특별무대)                                              |
| 2015년 10월 30일                   | KBS2 《유희열의 스케치북》 (294회)                                               | '광화문에서', '밀리언 조각'                                                    |
| 2015년 12월 27일                   | KBS1 《열린음악회》 (1087회)                                                     | 뮤지컬 갈라 콘서트 - 뮤지컬 노트르담 드 파리 중 Lune                           |
| 2015년 12월 28일                   | SBS 《힐링캠프》 (215회)                                                         | 최강 OST군단                                                                   |
| 2016년 3월 8일                     | JTBC 《투유 프로젝트 슈가맨》 (21회)                                             | 쇼맨으로 출연, 한경일의 '한 사람을 사랑했네'로 우승                            |
| 2016년 3월 21일                    | SBS 《동상이몽, 괜찮아 괜찮아》 (45회)                                           |                                                                                |
| 2016년 3월 27일                    | tvN 《문제적 남자》 (54회)                                                       | 오늘의 문제적 남자로 선정                                                      |
| 2016년 4월 14일                    | 九州朝日放送 'アサデス'                                                          | 褔岡 콘서트 관련 인터뷰                                                        |
| 2016년 4월 17, 24일                | SBS 《판타스틱 듀오》 (1, 2회)                                                   | 이선희 님과 듀엣으로 '인연'                                                    |
| 2016년 5월 21일                    | TBS 王様のブランチ                                                               | 콘서트 관련 인터뷰                                                             |
| 2016년 5월 24일                    | MUSIC ON! TV 韓ON! Countdown 20                                                  | 코멘트 출연                                                                    |
| 2016년 5월 27일                    | MUSIC ON! TV 韓ON! ファイティン!!                                                | 코멘트 출연                                                                    |
| 2016년 5월 28일                    | SSTV on air スペースシャワーTVプラス 'SUPER JUNIOR-KYUHYUN スペシャル'           |                                                                                |
| 2016년 8월 6일                     | FUJI TV 'NEXT'                                                                   | JAPAN TOUR 2016 ～Knick Knack～방송                                            |
| 2016년 8월 31일                    | 次ナルTV－G＜Wナイト＞【SUPER JUNIOR キュヒョン ジャパンツアー】 (関東 지방방송) | JAPAN TOUR 2016 ～Knick Knack～중 일부 방송                                    |
| 2016년 10월 22일                   | JTBC 《아는 형님》 (47회)                                                        |                                                                                |
| 2016년 10월 27일                   | 올리브 《TV 오늘 뭐 먹지?》 (200회)                                              | 특집 신성포차 게스트                                                           |
| 2016년 11월 4일                    | MBC 《듀엣가요제》                                                               | 27회 : '너였다면' (with 이은석)                                                |
| 2016년 11월 11일                   | MBC 《듀엣가요제》                                                               | 28회 : '나였으면' (with 이은석)                                                |
| 2016년 11월 12일                   | KBS2 《연예가 중계》 (1647회)                                                    | 게릴라 데이트 (with 강타)                                                      |
| 2016년 11월 12일                   | KBS2 《유희열의 스케치북》 (341회)                                               | 광화문에서, '여전히 아늑해'                                                    |
| 2016년 11월 21일                   | KBS1 《뉴스광장》                                                                | 3집 발매기념 인터뷰                                                            |
| 2016년 11월 23일                   | MBC every1 《주간 아이돌》 (278회)                                               | '금주의 아이돌' 코너                                                           |
| 2017년 1월 8일 ~ 2017년 3월 12일   | tvN 《신서유기 3》                                                               |                                                                                |
| 2017년 6월 13일 ~ 2017년 8월 22일  | tvN 《신서유기 4》                                                               |                                                                                |
| 2019년                             | jtbc《아는형님》                                                                 | 게스트                                                                         |
| 2019년                             | tvN 《강식당 3》                                                                 | 2019년 7월 5일 ~                                                               |
| 2019년                             | tvN 《더 짠내투어》                                                              | 2019년 6월 17일 ~                                                              |
| 2019년 5월 24일                    | KBS2 《유희열의 스케치북》                                                       | '광화문에서', '애월리', '두 사람'                                              |
| 2019년 5월 25일                    | JTBC 《아는 형님》                                                               | '우리 사랑 이대로' (with 정은지)                                               |
| 2019년 6월 12일                    | MBC 《황금어장 라디오스타》                                                      | '만나면 좋은 친구~' 특집 게스트                                                |
| 2019년 6월 22일                    | tvN 《놀라운 토요일-도레미 마켓》                                                |                                                                                |
| 2019년 6월 23일 ~ 2019년 11월 2일  | JTBC 《런웨이브》 MC                                                             |                                                                                |
| 2019년 7월 14일 ~ 2019년 9월 29일  | MBC 《미스터리 음악쇼 복면가왕》 - 가왕, 나한테 지니? 노래요정 지니!             | 제 106대 가왕 ('다시 사랑한다 말할까' (with 허일후), '널 사랑하지 않아', '숨') |
| 2019년 7월 14일 ~ 2019년 9월 29일  | MBC 《미스터리 음악쇼 복면가왕》 - 가왕, 나한테 지니? 노래요정 지니!             | 제 107대 가왕 ('한숨')                                                         |
| 2019년 7월 14일 ~ 2019년 9월 29일  | MBC 《미스터리 음악쇼 복면가왕》 - 가왕, 나한테 지니? 노래요정 지니!             | 제 108대 가왕 ('바람기억')                                                     |
| 2019년 7월 14일 ~ 2019년 9월 29일  | MBC 《미스터리 음악쇼 복면가왕》 - 가왕, 나한테 지니? 노래요정 지니!             | 제 109대 가왕 ('에너제틱')                                                     |
| 2019년 7월 14일 ~ 2019년 9월 29일  | MBC 《미스터리 음악쇼 복면가왕》 - 가왕, 나한테 지니? 노래요정 지니!             | 제 110대 가왕 ('오르막길')                                                     |
| 2019년 7월 14일 ~ 2019년 9월 29일  | MBC 《미스터리 음악쇼 복면가왕》 - 가왕, 나한테 지니? 노래요정 지니!             | 가왕 방어전 ('혜야')                                                           |
| 2019년 10월 25일 ~ 2020년 1월 3일  | tvN 《신서유기 7》                                                               |                                                                                |
| 2019년 12월 31일                   | MBC 《가요대제전》                                                               | '한숨' (with 이석훈)                                                           |
| 2020년 1월 9일                     | MBC 《섹션TV 연예통신》                                                          | '웃는 남자' 관련 인터뷰 (with 수호)                                            |
| 2020년 2월 1일                     | tvN 《도레미 마켓》                                                              | with 수호                                                                      |
| 2020년 4월 18일                    | tvN 《도레미 마켓》                                                              | with 최강창민                                                                  |
| 2020년 10월 9일 ~ 2020년 12월 18일 | tvN 《신서유기 8》                                                               |                                                                                |
| 2020년 10월 16일                   | tvN 《언제까지 어깨춤을 추게 할거야》                                            |                                                                                |
| 2020년 11월 16일 ~ 2021년 2월 8일  | JTBC 《싱어게인》                                                                |                                                                                |
| 2021년 1월 22일 ~                  | JTBC 《배달가요 - 신비한 레코드샵》                                              | with 윤종신, 웬디, 장윤정                                                      |
| 2021년 4월 2일 ~ 2021년 6월 22일   | JTBC 《유명가수전》                                                              | with 이수근                                                                    |
| 2021년 4월 4일 ~ 2021년 6월 20일   | SBS 《티키타카》                                                                 | with 김구라, 탁재훈, 음문석                                                    |
| 2021년 6월 1일 ~ 2021년 9월 21일   | tvN 《벌거벗은 세계사》                                                          | with 은지원, 이혜성                                                            |
| 2021년 7월 2일 ~ 2021년 8월 20일   | JTBC 《백종원의 국민음식 - 글로벌 푸드 편》                                      | with 백종원                                                                    |
| 2021년 7월 26일 ~ 2021년 10월 11일 | IHQ 《마시는 녀석들》                                                            | with 이종혁, 장동민, 장준                                                      |
| 2021년 12월 6일~ 2022년 2월 28일   | JTBC 《싱어게인2》                                                               |                                                                                |
| 2022년 1월 4일 ~ 현재              | tvN 《벌거벗은 세계사》                                                          | with 은지원, 이혜성                                                            |
| 2022년 3월 4일                     | MBC 《다큐플렉스 - 미얀마 쿠데타 1년 미얀마 청년들의 꿈》                        | 내레이션                                                                       |
| 2022년 5월 4일 ~ 2022년 7월 27일   | SBS TV 《골 때리는 외박》                                                        | 이수근, 이진호                                                                 |
| 2022년 9월 1일                     | SBS TV 《꼬리에 꼬리를 무는 그날 이야기》                                        |                                                                                |
| 2022년 9월 22일 ~ 현재             | JTBC 《한문철의 블랙박스 리뷰》                                                  |                                                                                |
| 2023년 2월 9일                     | KBS 2TV 《걸어서 환장속으로》                                                    |                                                                                |
| 2023년 2월 15일 ~ 2023년 4월 19일  | JTBC 《피크타임》                                                                |                                                                                |
| 2023년 7월 8일                     | tvN 《놀라운토요일》                                                             | with 유연석                                                                    |
| 2023년 7월 21일~ 현재              | 티빙 《브로 앤 마블》                                                            | with 지석진, 이승기, 유연석, 조슈아, 호시,이동휘                               |
| 2023년 10 26일 ~ 현재              | JTBC 《싱어게인3》                                                               |                                                                                |
| 2024년 1월 6일                     | tvN 《놀라운토요일》                                                             | with 브라이언                                                                  |
| 2024년 1월 14일                    | SBS 《런닝맨》                                                                   |                                                                                |
| 2024년 1월 19일                    | MBC 《나 혼자 산다》                                                             |                                                                                |
| 2024년 1월 20일                    | jtbc《아는형님》                                                                 | with 씨스타19                                                                  |
| 2024년 2월 16일                    | KBS 2TV 《더 시즌즈-이효리의 레드카펫》                                          |                                                                                |

### 인터넷 방송
| 날짜   | 날짜 | 프로그램      | 비고                                                           |
| ------ | --- | ------------- | -------------------------------------------------------------- |
| 2015년 | | V live        | 2집 발매기념 '가을 타는 밤'                                    |
| 2015년 | 게릴라 이벤트 '밀리언 어택'                                                                                          | V live        |                                                                |
| 2015년 | '다시, 가을이 오면' 라이브 (폭풍, 그 남자, 바람), 백스테이지, 하이라이트                                             | V live        |                                                                |
| 2016년 | | V live        | 2016 골든디스크 디지털 음원부분 본상 ''광화문에서', '피아노숲' |
| 2016년 | 판타스틱듀오 연습 현장, 그 중에 그대를 만나 (with 이선희), 판타스틱듀오 연습 현장 Part II, 인연 (with 이선희) 선공개 | V live        |                                                                |
| 2016년 | 솔로콘서트 연습 기습 공개, 밴드오빠미 뿜뿜하는 규현이, 콘서트 연습 편집영상                                          | V live        |                                                                |
| 2016년 | my SMT |               |                                                                |
| 2016년 | | V live        | 서울 콘서트 하이라이트                                         |
| 2016년 | | 딩고 스튜디오 | 회식라이브 (with 성시경)                                       |
| 2016년 | | V live        | 가을에는 발라드규, 규현 깜짝 live                              |
| 2016년 | | 딩고 스튜디오 | 노래방어택                                                     |
| 2019년 | | 딩고 스튜디오 | 회식라이브 - 소집해제 기념 (with 희철, 홍석민)                 |
| 2019년 | | V live        | 다시, 만난 규현 (컴백 라이브)                                  |
| 2020년 | 1월 1일 | 카카오TV      | 뮤지컬 <웃는 남자> 시츠프로브 생중계                           |
| 2024년 | 1월 11일 | 핑계고        |                                                                |
| 2025년 | 2월 7일 | 집대성        |                                                                |

### 라디오
| 날짜             | 프로그램                                | 비고                   |
| ---------------- | --------------------------------------- | ---------------------- |
| 2016년 4월 14일  | 褔岡 Radio Love FM 'Tenjin United'      |                        |
| 2016년 4월 14일  | 褔岡 FM 'SUPER RADIO MONSTER ラジ★ゴン' |                        |
| 2016년 4월 16일  | TOKYO FM 'JA全農COUNTDOWN JAPAN'        |                        |
| 2016년 4월 23일  | 福岡 LOVE FM 'KOREAN NIGHT'             | 코멘트 출연            |
| 2016년 4월 30일  | 福岡 LOVE FM 'KOREAN NIGHT'             | 코멘트 출연            |
| 2016년 5월 24일  | FM岡山 'Twilight Pavement'              | 코멘트 출연            |
| 2016년 5월 25일  | 福岡 LOVE FM 'music×serendipity'        | 코멘트 출연            |
| 2016년 5월 29일  | FM FUKUOKA 'カムカムFM福岡'             | 코멘트 출연            |
| 2016년 11월 10일 | SBS Power FM '두시 탈출 컬투쇼'         | 특별 초대석            |
| 2016년 11월 15일 | MBC 표준 FM '별이 및나는 밤에'          | 놀러와 코너            |
| 2016년 11월 17일 | MBC FM 4U '정오의 희망곡'               | 선생님을 모십니다 코너 |
| 2019년 5월 28일  | MBC FM 4U '정오의 희망곡'               | 보이는 라디오          |
| 2019년 6월 6일   | SBS '박소현의 러브게임'                 | 초대석                 |

### 뮤지컬
| 작품명             | 배역              | 기간                               | 장소                      | 회차    | 기타                                                                   |
| ------------------ | ----------------- | ---------------------------------- | ------------------------- | ------- | ---------------------------------------------------------------------- |
| 삼총사             | 달타냥            | 2010년 12월 15일 ~ 2011년 1월 30일 | 충무아트홀 대극장         |         |                                                                        |
| 삼총사             | 달타냥            | 2011년 7월 22일 ~ 2011년 7월 31일  | 세종문화회관 대극장       |         |                                                                        |
| 삼총사             | 달타냥            | 2011년 11월 3일 ~ 2011년 12월 18일 | 성남아트센터 오페라하우스 |         |                                                                        |
| 삼총사             | 달타냥            | 2013년 2월 20일 ~ 2013년 4월 21일  | 충무아트홀 대극장         |         |                                                                        |
| 삼총사             | 달타냥            | 2013년 8월 10일 ~ 2013년 8월 24일  | 시부야 분카무라 오차드홀  |         |                                                                        |
| 삼총사             | 달타냥            | 2014년 3월 2일 ~ 2014년 3월 15일   | 도쿄 국제포럼 C홀         | 총 8회  |                                                                        |
| 캐치 미 이프 유 캔 | 프랭크            | 2012년 3월 28일 ~ 2012년 6월 10일  | 블루스퀘어 삼성카드홀     |         |                                                                        |
| 캐치 미 이프 유 캔 | 프랭크            | 2012년 12월 14일 ~ 2013년 2월 9일  | 성남아트센터 오페라하우스 |         |                                                                        |
| 해를 품은 달       | 이훤              | 2014년 1월 18일 ~ 2014년 2월 23일  | 예술의 전당 CJ 토월극장   | 총 12회 |                                                                        |
| 싱잉 인 더 레인    | 돈 락우드         | 2014년 6월 5일 ~ 2014년 8월 3일    | 충무아트홀 대극장         | 총 27회 |                                                                        |
| 그날들             | 무영              | 2014년 10월 21일 ~ 2015년 1월 18일 | 대학로 뮤지컬센터 대극장  | 총 19회 |                                                                        |
| 로빈훗             | 필립 왕세자       | 2015년 1월 23일 ~ 2015년 3월 29일  | 디큐브 아트센터           | 총 22회 |                                                                        |
| 로빈훗             | 필립 왕세자       | 2015년 4월 19일 ~ 2015년 5월 25일  | 성남아트센터 오페라하우스 | 총 6회  |                                                                        |
| 베르테르           | 베르테르          | 2015년 11월 10일 ~ 2016년 1월 10일 | 예술의 전당 CJ 토월극장   | 총 18회 | '발길을 뗄 수 없으면' mv                                               |
| 베르테르           | 베르테르          | 2016년 1월 15일 ~ 2016년 1월 17일  | 대구 계명아트센터         | 총 1회  | '발길을 뗄 수 없으면' mv                                               |
| 베르테르           | 베르테르          | 2016년 1월 22일 ~ 2016년 1월 24일  | 창원 성산아트홀           | 총 1회  | '발길을 뗄 수 없으면' mv                                               |
| 베르테르           | 베르테르          | 2016년 1월 29일 ~ 2016년 1월 31일  | 부산 문화회관 대극장      | 총 1회  | '발길을 뗄 수 없으면' mv                                               |
| 모차르트!          | 볼프강 모차르트   | 2016년 6월 10일 ~ 2016년 8월 7일   | 세종문화회관 대극장       | 총 24회 |                                                                        |
| 모차르트!          | 볼프강 모차르트   | 2016년 8월 20일 ~ 2016년 8월 21일  | 대구 계명아트센터         | 총 1회  |                                                                        |
| 웃는 남자          | 그윈플렌          | 2020년 1월 9일 ~ 2020년 3월 1일    | 예술의 전당 오페라극장    | 총 21회 | '그 눈을 떠' 음원 '나무 위의 천사' (프레스콜) '모두의 세상' (프레스콜) |
| 베르테르           | 베르테르          | 2020년 9월 1일 ~ 2020년 11월 1일   | 광림아트센터 BBCH홀       | 총 15회 |                                                                        |
| 베르테르           | 베르테르          | 2020년 12월 28일 ~ 2021년 1월 4일  | 온라인 Live               | 총 1회  |                                                                        |
| 베르테르           | 베르테르          | 2021년 5월 5일 ~ 2021년 5월 18일   | CGV(전국 34개관)          |         |                                                                        |
| 팬텀               | 팬텀              | 2021년 3월 17일 ~ 2021년 6월 27일  | 샤롯데씨어터              | 총 34회 |                                                                        |
| 팬텀               | 팬텀              | 2021년 7월 24일 ~ 2021년 7월 25일  | 대구 계명아트센터         | 총 1회  |                                                                        |
| 팬텀               | 팬텀              | 2021년 7월 31일 ~ 2021년 8월 1일   | 성남아트센터 오페라하우스 | 총 2회  |                                                                        |
| 팬텀               | 팬텀              | 2021년 8월 7일 ~ 2021년 8월 8일    | 부산 드림씨어터           | 총 2회  |                                                                        |
| 팬텀               | 팬텀              | 2021년 11월 14일                   | 온라인 시사회             | 총 1회  | 팬텀 : The Musical Live                                                |
| 팬텀               | 팬텀              | 2021년 12월 1일                    | 롯데시네마, 메가박스, CGV |         | 팬텀 : The Musical Live                                                |
| 프랑켄슈타인       | 빅터 프랑켄슈타인 | 2021년 11월 24일 ~ 2022년 2월 16일 | 블루스퀘어 신한카드홀     | 총 29회 |                                                                        |
| 벤허               | 유다 벤허         | 2023년 9월 2일 ~ 2023년 11월 19일  | LG아트센터 SIGNATURE홀    | 총 32회 |                                                                        |
| 프랑켄슈타인       | 빅터 프랑켄슈타인 | 2024년 6월 5일 ~ 2024년 8월 25일   | 블루스퀘어 신한카드홀     | 총 30회 |                                                                        |
| 웃는 남자          | 그윈플렌          | 2025년 1월 9일 ~ 2025년 3월 9일    | 예술의 전당 오페라극장    |         |                                                                        |

### 웹드라마
- 2016년 《사랑하면 죽는 여자 봉순이》 : 김주성 역

### 기타 공연 및 행사
| 행사명                                                      | 날짜             | 곡 |
| ----------------------------------------------------------- | ---------------- | --- |
| 유영석 20주년 기념앨범 발매 쇼케이스                        | 2009년 6월 16일  | 7년 간의 사랑 |
| 정엽 콘서트 게스트                                          | 2011년 10월 16일 | 7년 간의 사랑, Nothing better (with 정엽) |
| UV 콘서트 게스트                                            | 2012년 10월 6일  | 넌 감동이었어, 쏘리쏘리 |
| 경희대학교 포스트모던학과 졸업공연                          | 2012년 12월 7일  | 기억의 습작 |
| 2013 월간 윤종신 콘서트 게스트                              | 2013년 4월 12일  | 거리에서, 늦가을 |
| 종신예술대상 게스트                                         | 2013년 12월 13일 | 늦가을, 사랑먼지 |
| 1집 미니앨범 발매기념 쇼케이스 '가을 음악회'                | 2014년 11월 13일 | Eternal sunshine, 광화문에서, 깊은 밤을 날아서, 나의 생각, 너의 기억, 사랑이 숨긴 말들, 7년 간의 사랑                                          |
| 서프라이즈 미니콘서트                                       | 2014년 11월 28일 | 1회 (이화여대): Eternal sunshine, 듣죠... 그대를, 뒷모습이 참 예뻤구나, 나의 생각, 너의 기억, 광화문에서, 깊은 밤을 날아서, 사랑이 숨긴 말들   |
| 서프라이즈 미니콘서트                                       | 2014년 11월 28일 | 2회 (코엑스 아티움): Eternal sunshine, 듣죠... 그대를, 7년 간의 사랑, 나의 생각, 너의 기억, 광화문에서, 깊은 밤을 날아서, 사랑이 숨긴 말들     |
| 음악감상회-성시경의 윈터 원더랜드(Winter Wonderland) 게스트 | 2014년 12월 10일 | 두 사람 (with 성시경) |
| 2015 김광석 다시 부르기                                     | 2015년 3월 7일   | 사랑했지만, 말하지 못한 내 사랑 |
| 이문세 15집 발매기념 쇼케이스 게스트                        | 2015년 4월 7일   | 광화문 연가 (with 이문세), 광화문에서 (with 이문세), 그녀가 온다 (with 이문세)                                                                 |
| 레인보우 아일랜드 페스티벌                                  | 2015년 6월 20일  | 희망은 잠들지 않는 꿈, 사랑먼지, 듣죠... 그대를, 기억의 습작, Believe, 광화문에서, 깊은 밤을 날아서                                            |
| 신혜성 콘서트 'Weekly Delight' 게스트                       | 2016년 2월 20일  | 광화문에서, 왜 전화했어... |
| 2016 메르세데스-벤츠 신년 콘서트                            | 2016년 3월 12일  | 희망은 잠들지 않는 꿈, 광화문에서, 그냥 보고싶어 그래                                                                                          |
| KCON 2016 in Abu Dhabi                                      | 2016년 3월 25일  | 밀리언 조각, 깊은 밤을 날아서 |
| KNTV 20th & DATV 7th Anniversary Live 2016                  | 2016년 10월 1일  | Beautiful, Celebration～君に架ける橋～ |
| 3집 미니앨범 발매 기념 선상팬미팅                           | 2016년 11월 20일 | 3집 전곡 (1절만) |
| 서울 재즈 페스티벌 2019                                     | 2019년 5월 25일  | 좋니, 애월리, 광화문에서, 그게 좋은 거야, 겁, Forever, 마음 세탁소, 다시 만나는 날, 여전히 아늑해, 깊은 밤을 날아서, 광화문에서                |
| 성시경 축가 콘서트 게스트                                   | 2019년 5월 26일  | 광화문에서, 여전히 아늑해 |
| 썸데이 페스티벌 2019                                        | 2019년 8월 31일  | 그게 좋은 거야, 깊은 밤을 날아서, 편지, 밀리언 조각, 애월리, 너를 만나, 180도, 광화문에서                                                      |
| Super Kpop Festival Indonesia 2019                          | 2019년 9월 28일  | 밀리언 조각, 애월리, 깊은 밤을 날아서, 광화문에서                                                                                              |
| Someday Theatre Pleroma                                     | 2019년 11월 16일 | 다시 만나는 날, 애월리, 마음세탁소, 깊은 밤을 날아서, 널 사랑하지 않아, 한숨, 광화문에서, 그게 좋은거야                                        |
| TikTok stage Solo Night                                     | 2021년 5월 6일   | 커피, 마지막 날에, 바람, 밀리언조각 |
| 하이크 온 파크 뮤직 페스티벌                                | 2021년 5월 14일  | 그게 좋은거야, 내 마음이 움찔했던 순간, 화려하지 않은 고백, 내 마음을 누르는 일, 마지막 날에, Dreaming, 광화문에서                             |
| 2021 SOMEDAY THEATRE CANTABILE ＃3                          | 2021년 7월 10일  | |
| 뮤시즌 콘서트 2021 - Reprise                                | 2021년 9월 24일  | 발길을 뗄 수 없으면(베르테르), 그 어디에, 내 고향(팬텀), 사랑하면 서로를 알 수 있어, 왜 나를 사랑하지 않나요(모차르트!), 그 눈을 떠(웃는 남자) |

## 유튜브 개인방송
라이브 방송 편집본 및 브이로그, 커버곡 등을 업로드를 한다.
| 라이브 회차 | 날짜            | 컨텐츠                                                                                         |
| ----------- | --------------- | ---------------------------------------------------------------------------------------------- |
| 1회         | 2019년 6월 15일 | 규라규라 : 개인방송을 시작한 이유 규웨이브 : 시절인연 규식당 : 소프님 떡볶이 레시피            |
| 2회         | 2019년 7월 6일  | 규웨이브 : 앨범 수록곡 메들리 스타규래프트 : 소통과 게임 조정뱅이 : 깐규 소환                  |
| 3회         | 2019년 7월 20일 | 규웨이브 : 편지                                                                                |
| 4회         | 2019년 8월 10일 | 게스트 : 최강창민 규웨이브 : 7년간의 사랑                                                      |
| 5회         | 2019년 8월 31일 | 게스트 : 김희철                                                                                |
| 6회         | 2020년 2월 2일  | 게스트 : 신동, 은혁, 려욱(규현 생일 기념) 규웨이브 : '그 눈을 떠' 약간                         |
| 7회         | 2020년 2월 29일 | 게스트 : 홍석민 규웨이브 : 그 눈을 떠                                                          |
| 8회         | 2020년 4월 5일  | 규라규라 : 달고나 라떼 규라규라 : 주접댓글 읽기, 떡볶이 먹방                                   |
| 9회         | 2020년 4월 25일 | 게스트 : 조카 하준, 예준 규식당 : 계란수플레                                                   |
| 10회        | 2020년 5월 2일  | 방규석 콘서트                                                                                  |
| 11회        | 2020년 6월 12일 | 게스트 : 슈퍼주니어-K.R.Y., 은혁 규웨이브 : 슈퍼주니어-K.R.Y. 푸르게 빛나던 우리의 계절 메들리 |

| 날짜             | 원곡가수           | 커버곡      |
| ---------------- | ------------------ | ----------- |
| 2019년 11월 22일 | 팀 (가수)          | 사랑합니다  |
| 2020년 3월 21일  | 정승환             | 너였다면    |
| 2020년 4월 11일  | 전람회 (음악 그룹) | 기억의 습작 |
| 2020년 6월 21일  | 려욱(슈퍼주니어)   | 어린왕자    |
| 2021년 2월 19일  | 성시경             | 희재        |

## 수상 경력

### 시상식
- 2005년 친친 청소년 가요제 동상
- 2005년 버디콘테스트 금상
- 2011년 제6회 골든티켓어워즈 뮤지컬 기대주상 《삼총사》
- 2011년 MBC 방송연예대상 특별상 MC부문 《라디오스타》
- 2012년 MBC 방송연예대상 우정상 《라디오스타》
- 2012년 MBC 방송연예대상 쇼 버라이어티부문 남자신인상 《라디오스타》
- 2013년 제7회 더 뮤지컬 어워즈 남우인기스타상 《삼총사》
- 2014년 MBC 방송연예대상 뮤직 토크쇼 부문 우수상
- 2015년 MBC 방송연예대상 PD상 《라디오스타》
- 2016년 제30회 골든디스크 어워즈 디지털 음원부분 본상
- 2016년 제18회 중국 Huading Awards Best Global Singer상
- 2017년 MBC 방송연예대상 공로상 《라디오 스타》

### 가요 프로그램 1위
| 연도            | 수상 내역 (총 6회) |
| --------------- | --- |
| 2014년 (총 6회) | - 광화문에서 (총 6회) - 11월 20일 M.net 《엠카운트다운》 1위 - 11월 21일 KBS 《뮤직뱅크》 K-Chart 1위 - 11월 22일 MBC 《쇼음악중심》 1위 - 11월 26일 MBC MUSIC 《쇼챔피언》 챔피언송 - 11월 27일 M.net 《엠카운트다운》 1위 (2주 연속) - 12월 21일 SBS 《SBS 인기가요》 1위 |

## 광고
- 태국 브랜드 싱하 Masita (2011 ~ 현재)[5]
- 광동제약 제주 삼다수 (with 소녀시대 태연) (2016)[6]
- 닥터올가 A24 (2016)[7]
- Flo (2019)

## 사건사고
- 2007년 4월 19일, 규현과 이특, 신동, 은혁 멤버 4명은 당일 오전 0시 20분 KBS 2FM 《슈퍼주니어의 키스 더 라디오》 방송을 마치고 서울 청담동 숙소로 돌아가던 중 올림픽대로 동작대교 인근에서 차량이 전복되는 교통사고를 당했다. 사고 당시 그는 의식불명 상태였으며, 함께 탑승했던, 신동, 은혁은 얼굴과 다리, 팔 등에 가벼운 멍이 드는 타박상으로 비교적 가벼운 부상을 입었다. 이특은 다소 심각한 부상을 입었으며 규현은 그 후 3일 뒤인 22일 인공호흡기에 의존했던 그는 폐에 산소 공급량이 늘어나고 기흉 증세가 사라지는 등 스스로 호흡할 수 있을 정도로 호전되어 저녁 인공호흡기를 떼어 안정을 되찾았다. 그 후 5개월 만에 퇴원하여 휴식을 취한 뒤 정규 2집 《Don't Don》을 통하여 활동을 재개했다.[8] 이후 그는 3년 뒤인 2010년 7월 13일 SBS 《강심장》에 출연하여 3년 전 발생했던 교통사고와 관련된 사연을 공개하기도 했다.
- 2010년 6월 무렵 4집 〈미인아 (BONAMANA)〉활동 중 학창시절부터 앓아오던 중이염이 심해져 수술을 받은 이후 한 달간 활동에 참여하지 못했다. 이후 《뮤직뱅크》상반기 결산을 시작으로 무대에 복귀하였다.
- 2011년 4월 8일, 뮤지컬 《삼총사》광주 공연을 위해 이동하던 중 전북 정읍에서 트럭과 접촉사고가 발생해 팔과 다리에 타박상을 입었다. 이 사고로 엄기준이 규현을 대신해 광주 공연을 마쳤다.[9]
- 2011년 10월 27일에는 혼자서 스페인을 여행하던 중 흉기를 든 강도를 만난 사건을 자신의 트위터에 공개하기도 했다.[10]
- 2016년 가을에 성대결절로 3주가량 모든 활동을 중단하고 시술 및 치료를 받았으며, 이후 콘서트 가을인 듯 추억; 어느 소설가 이야기에서 본인의 성대시술 전후 사진을 공개하였다.[11]
- 2023년 11월 19일 뮤지컬 배우 분장실에 들어가 배우들에게 흉기를 휘두른 30대 여성을 막느라 부상당했다.[12]